# Karl Lotichius
August Karl Lotichius (* 10. März 1819 in Wiesbaden; † 16. März 1892 in Sankt Goarshausen) war ein deutscher Bankier und Politiker. Er wurde als Sohn von Johann Friedrich Lotichius (1787–1836) und Charlotte Wilhelmine Goedecke (1791–1863) geboren. Zu seinen acht Geschwistern gehörte auch der Maler Ernst Lotichius.

## Leben
Lotichius besuchte zunächst das Gymnasium Philippinum Weilburg. Später war er Kaufmann, Fabrikant und Bankier zu Sankt Goarshausen.
Am 2. Mai 1840 heiratete er in Sankt Goarshausen die Fabrikantentochter Jacobine Wilhelmine Napp. Das Paar hatte 5 Kinder, darunter Eduard Lotichius.
Von 1867 bis 1883 war er Präsident der Handelskammer in Wiesbaden. Im Jahr 1872 wurde er zum Kommerzienrat ernannt.
Während seiner politischen Tätigkeit war er 1848/1849 für den Wahlkreis VIII (Braubach/St. Goarshausen) als Linker und Liberaler Mitglied im Landtag von Nassau. Schon 1849 legte er sein Mandat wieder nieder (siehe auch: Liste der Abgeordneten der Landstände des Herzogtums Nassau (1848–1851)). Am 24. Oktober 1879 wurde er zusammen mit Hugo Graf von Matuschka-Greiffenclau (1822–1898) als erstes Mitglied aus Nassau ins preußische Herrenhaus auf Lebenszeit berufen. An der Arbeit des Hauses beteiligte sich Lotichius als Mitglied von Kommissionen, Schriftführer und Berichterstatter von Gesetzesvorlagen.